# Castello di Cassino Scanasio
Il castello di Cassino Scanasio (in alcuni documenti anche castello di Rozzano) è un edificio difensivo di origine medievale situato a Cassino Scanasio, frazione del comune di Rozzano, in provincia di Milano, in Lombardia.

## Storia
L'origine del castello di Cassino Scanasio risalirebbe all'XI secolo  quando, in alcuni documenti, si cita per la prima volta la presenza di un edificio rurale fortificato detto  “casinae scanasane” con pertinenze sui terreni circostanti. Menzione del castello si ha anche al tempo della guerra che vide contrapposti i milanesi a Federico Barbarossa (1239). 
Le strutture attualmente visibili sarebbero tuttavia più tardive, essendo databili al XIV secolo.
La vera svolta per la struttura avvenne all'inizio del Cinquecento quando il complesso venne acquistato dalla famiglia milanese dei Trivulzio che lo trasformò da fortilizio in una vera e propria dimora di campagna, facendovi costruire le caratteristiche torri cilindriche. 
Nel 1638, il castello apparteneva alla famiglia Pirovano. Successivamente, passò ai Della Croce.
Nel 1836 il castello venne acquistato dalla famiglia Visconti di Modrone, che lo trasformarono in un'azienda agricola.

## Struttura
Il castello, di struttura quadrangolare, sorge nei pressi della tangenziale ovest di Milano, in posizione un tempo strategica per il controllo sia dell'accesso alla capitale del Ducato di Milano da quel punto, sia della campagna circostante.
Un tempo circondato da un fossato con acqua, il medesimo è stato riempito occultando la base delle torri che pertanto appaiono più tozze del normale, e che furono realizzate successivamente alle mura. L'accesso alla struttura è possibile attraverso un rivellino di mattoni che sostituisce quello che un tempo doveva essere un ponte levatoio in legno.
Vi si accede attraverso il ponte in muratura che collega all'ingresso principale sulla cui chiave dell'arco è impresso il biscione visconteo. La facciata presenta aperture monofore ogivari in stile gotico di particolare pregio.